# Tomàs Ferrandis Moscardó
Tomàs Ferrandis Moscardó   (Xeresa, 22 d'agost de 1972) va ser alcalde de la seva localitat natal entre 2007 i 2019 pel Bloc Nacionalista Valencià i posteriorment Compromís. Va ser president de la Mancomunitat de La Safor entre 2017 i 2019. És diplomat en Informàtica per la Universitat Politècnica de València i professor tècnic d'informàtica.
En 1999 encapçalà la llista del Bloc. En 2003 incrementà la presència d'1 a 3 regidors nacionalistes valencians. El 2007 guanyà per primera vegada amb majoria absoluta (6 d'11 regidors), el 2011 incrementà en 1 regidor la majoria absoluta, mantenint-la en 7 en les eleccions municipals del 2015, revalidant l'alcaldia. Una de les actuacions que va dur a terme com alcalde va ser el litigi contra Adif per tal que es suprimira el pas a nivell de la via del tren, fet que finalment va aconseguir. Es va construir un pont sobre la via del tren, que posteriorment va incorporar un carril bici per unir, amb aquest mitjà de transport, el nucli de població amb la platja. El 2017 va ser nomenat president de la Mancomunitat de La Safor.
El 2019 es va retirar de la política local, apareixent com a suplent de la llista local i donant pas a la candidata Anna Isabel Peiró Canet, qui va repetir l'últim resultat electoral del seu antecessor. Prèviament, però, es va presentar a les primàries per a les Corts Valencianes, però posteriorment va renunciar a formar part de la llista autonòmica.
Posteriorment va col·laborar a impulsar una iniciativa que, sota el nom de "Construir la sostenibilitat", pretenia fomentar que els ajuntaments desenvolupessin una ordenança pròpia sobre gestió dels residus procedents de la construcció i demolició. També ha estat involucrat en altres entitats, com la Xarxa de Ciutats Valencianes Ramon Llull, de la que en fou president. Va ser conseller nacional del Bloc Nacionalista Valencià i membre del corrent intern Bloc i País, així com nomenat el 2011 president de l'Assemblea de Regidors Nacionalistes, des d'on va representar a Compromís-Bloc a la Federació Valenciana de Municipis i Províncies.